# Wilamowice
Wilamowice (wil. Wymysoü, niem. Wilmesau) – miasto w południowej Polsce, w województwie śląskim, w powiecie bielskim, siedziba władz gminy miejsko-wiejskiej Wilamowice. Leży na pograniczu Kotliny Oświęcimskiej i Pogórza Śląskiego, w podziale na krainy historyczno-geograficzne jest częścią Małopolski. Według danych GUS z 31 grudnia 2021 miało 3151 mieszkańców. Część ludności stanowią Wilamowianie – przedstawiciele grupy etnicznej germańskiego pochodzenia tradycyjnie posługującej się odrębnym językiem wilamowskim (obecnie zagrożonym wymarciem i intensywnie rewitalizowanym) i noszącej strój wilamowski.

## Nazwa
Nazwa miejscowości powiązana jest z imieniem Wilhelm i została przeniesiona z sąsiedniej, wcześniej założonej, która dziś znana jest jako Stara Wieś. W dokumencie z 1325, stanowiącym najstarszą pisemną wzmiankę o Wilamowicach, są one określone jako Novovillamowicz, podczas gdy Stara Wieś to Antiquo Willamowicz. Z roku 1361 pochodzi zapis villa nova seu Wilanowicz, a z 1529 Vilamowice Nova. Nazwa polska pojawia się w tekstach późnośredniowiecznych i wczesnonowożytnych również w formach m.in. Wilemowicz (1377), Willamowice (1395), Wylamowycze (1454), Wilhelmowycze (1455), Wilhamowicze (1529).
W źródłach niemieckojęzycznych Wilamowice określane były jako Wilmeschau (1431), Wilmischau (1583), Wilmershau (1632) czy Willmannshau (1656). Od XVIII wieku nazwa niemiecka ustaliła się w postaci Wilmesau, aczkolwiek nierzadko używano w czasach galicyjskich i później również w tekstach niemieckich nazwy polskiej. W języku wilamowskim miasteczko nazywa się – zgodnie ze współcześnie obowiązującą ortografią – Wymysoü. W starszych źródłach można znaleźć zapisy takie jak Welmeßaa (w zbiorze pieśni Jacoba Bukowskiego z 1860) czy Wymysau (u Floriana Biesika). Zarówno brzmienie niemieckie, jak i wilamowskie, wywodzi się od określenia „błonie Wilhelma” (Wilhelmsau we współczesnej niemczyźnie standardowej) lub „wyręb Wilhelma” (Wilhelmshau). Łączność z nazwą Starej Wsi została zachowana w języku wilamowskim, gdzie sąsiednia miejscowość nosi do dziś nazwę Wymysdiüf, czyli dosłownie „wieś Wilhelma”.

## Geografia

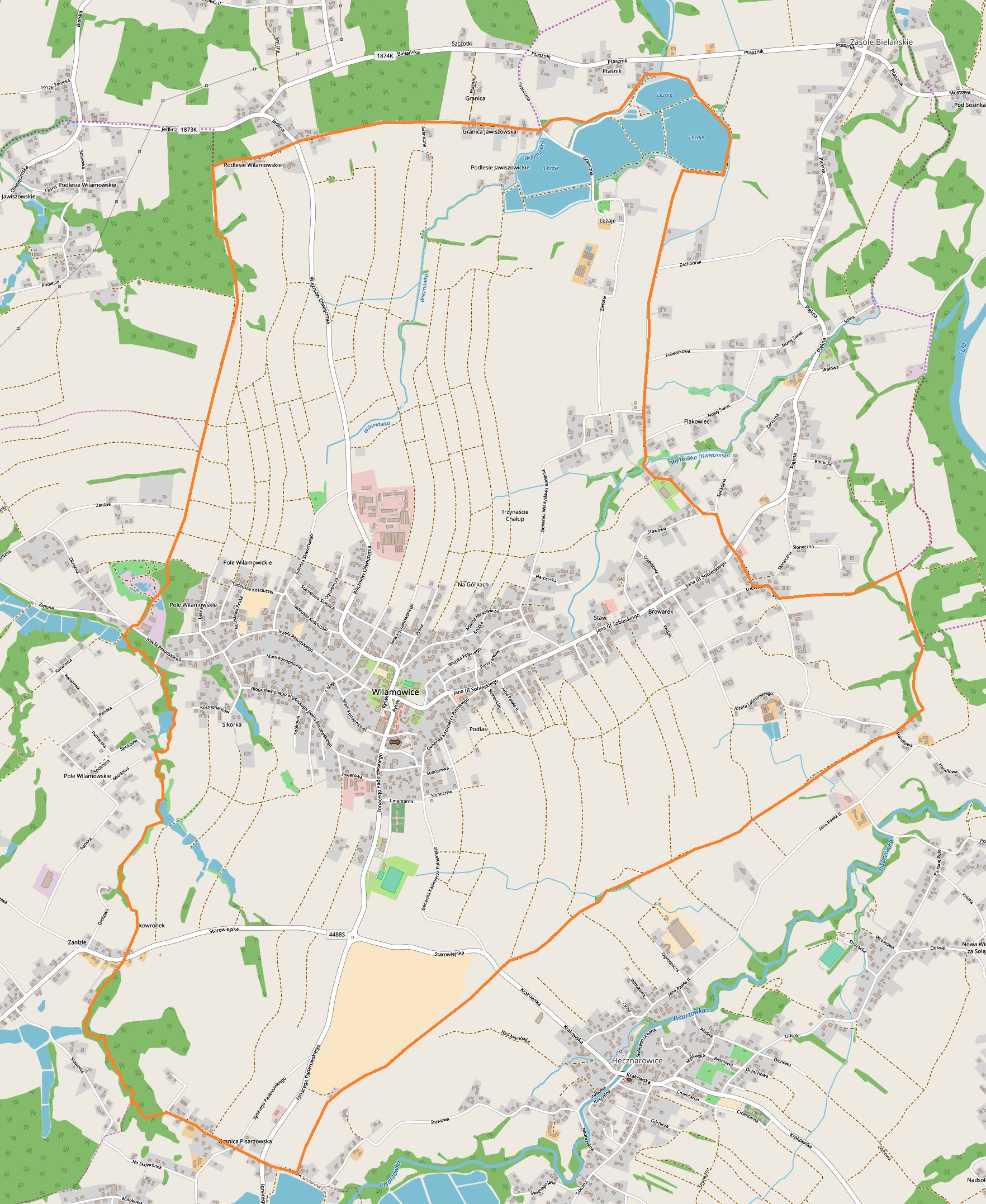
Mapa Wilamowic

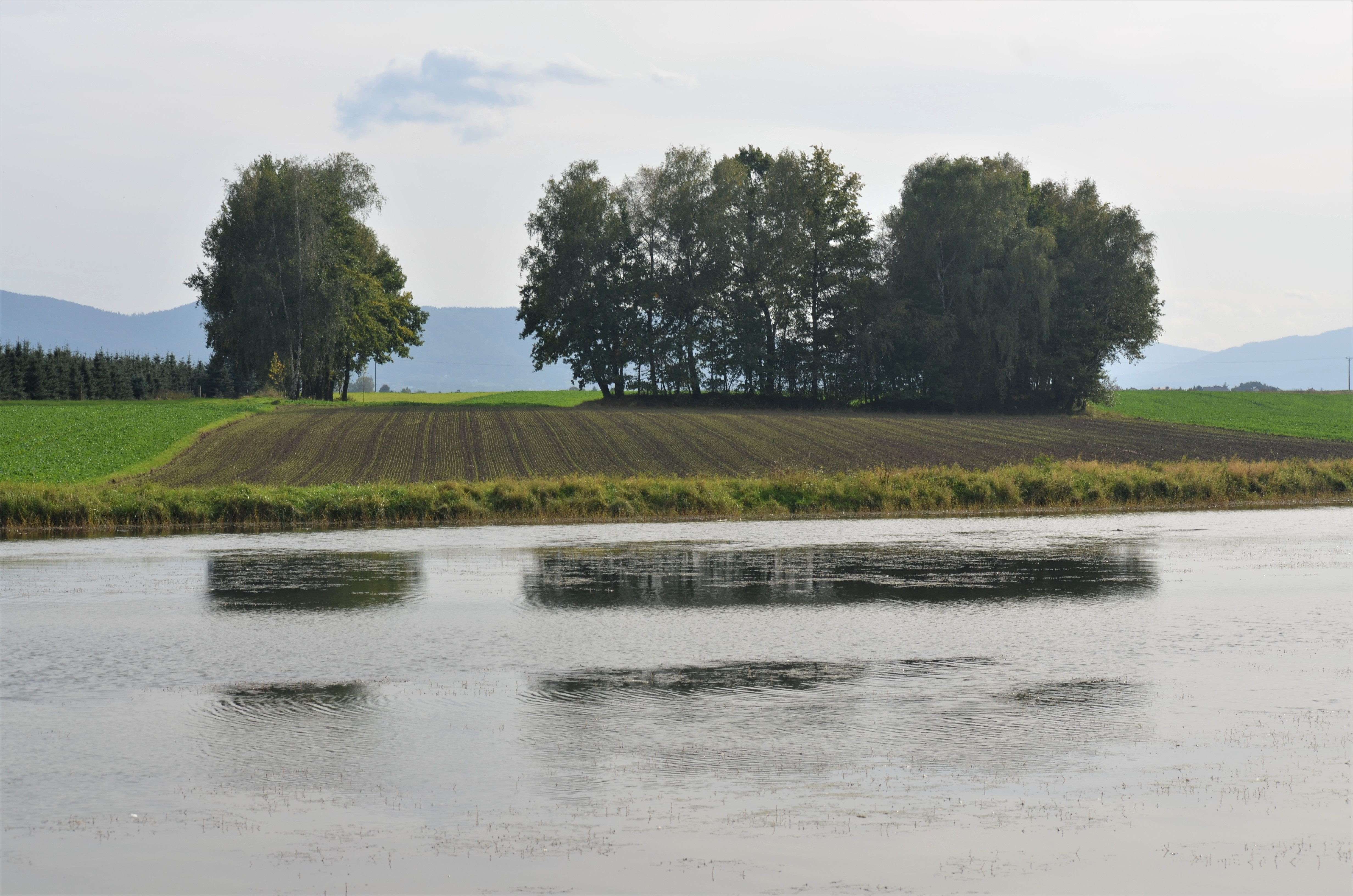
Stawy Leżaje

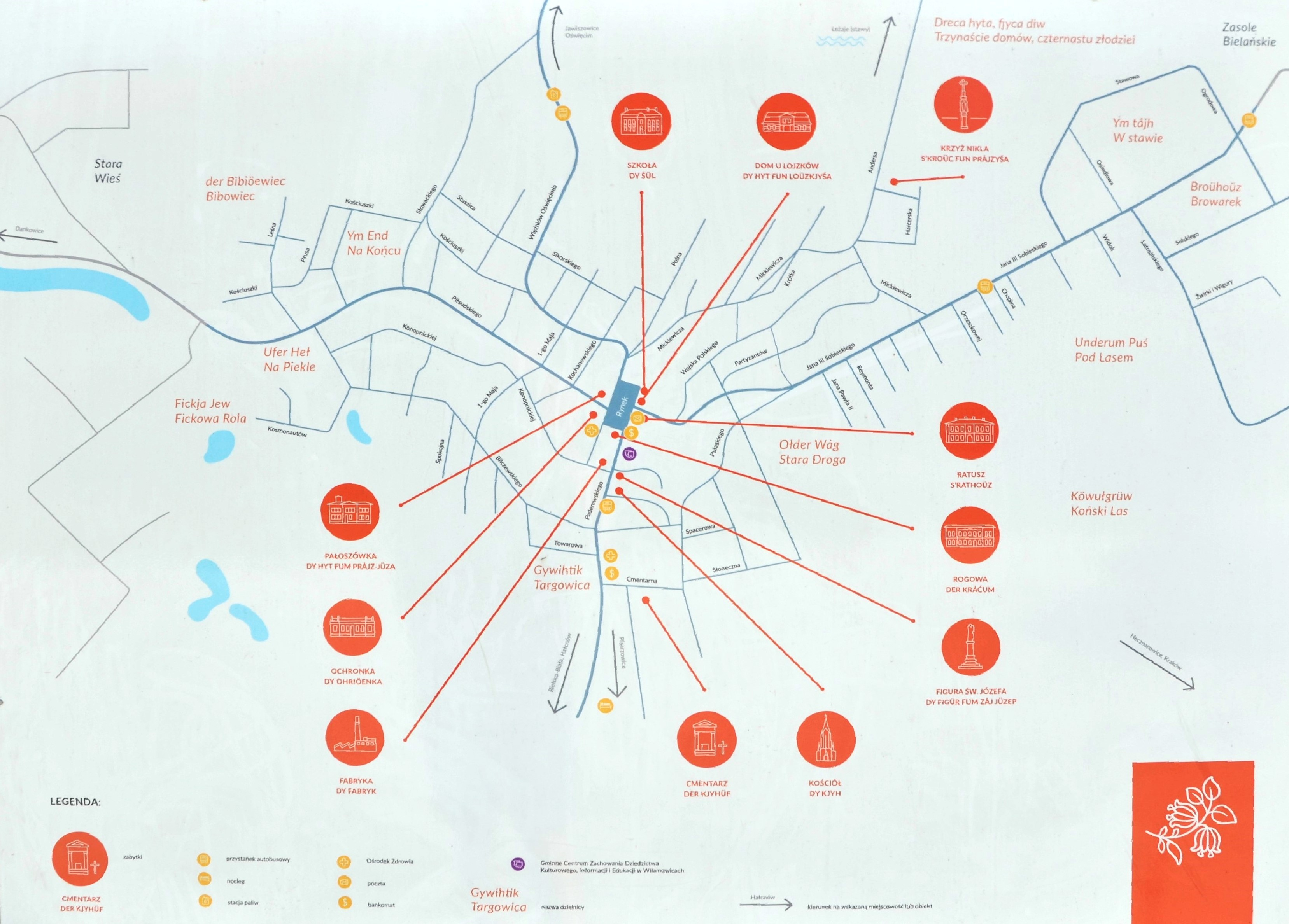
Mapa turystyczna Wilamowic z niektórymi nazwami miejscowymi w języku wilamowskim

Zgodnie z podziałem na jednostki fizycznogeograficzne większa część obszaru miasta leży w mezoregionie Podgórze Wilamowickie. Północne peryferia znajdują się w mezoregionie Dolina Górnej Wisły, a południowe należą do Pogórza Śląskiego. Podgórze Wilamowickie i Dolina Górnej Wisły należą do makroregionu Kotlina Oświęcimska, natomiast Pogórze Śląskie jest częścią Pogórza Zachodniobeskidzkiego. Rzeźba terenu ma charakter wyżynny z wysokościami od 262 do 288 m n.p.m. Z kolei pod względem podziału historyczno-kulturowego Wilamowice zaliczane są do Małopolski, konkretnie do tzw. ziemi oświęcimskiej, która stanowi część ziemi krakowskiej. 
Nie przepływa tu żadna większa rzeka, kilka niewielkich cieków wodnych zasila potoki Dankówka, Pisarzówka oraz bezpośrednio Sołę. Charakterystycznym elementem krajobrazu są natomiast stawy hodowlane skupione na północno-wschodnich (Leżaje) i południowo-zachodnich peryferiach miasta.
Wilamowice mają powierzchnię 10,36 km² i zajmują w ten sposób 18,6% obszaru gminy miejsko-wiejskiej, której są siedzibą. Graniczą z Jawiszowicami na północy, Zasolem Bielańskim i Bielanami na wschodzie, Pisarzowicami i Hecznarowicami na południu oraz Starą Wsią i Dankowicami na zachodzie.

### Części miasta
Miasto nie dzieli się formalnie na dzielnice (jednostki pomocnicze), ale w użyciu są następujące nazwy miejscowe:
- Bibowiec (Bibiöewiec) – nazwa lasku przy granicy ze Starą Wsią należącego niegdyś do rodziny Bibów
- Browarek (Broühoüz) – część Wilamowic przy granicy z Zasolem Bielańskim u wylotu ulicy Sobieskiego
- Fickowa Rola (Fickja Jew) – zabudowania w zachodniej częściej Wilamowic na polu należącym niegdyś do rodziny Ficki-Fox
- Granica Jawiszowska (Zawyśer Granc) – najbardziej na północ wysunięte zabudowania przy granicy z Jawiszowicami
- Granica Pisarska/Pisarzowska (Śrȧjwadiöfer Granc) – najbardziej na południe wysunięte zabudowania przy granicy z Pisarzowicami
- Jedlina (Jedlin) – lasek jodłowy na północno-zachodnich peryferiach
- Klepacz (Klepoć) – ulica Paderewskiego między Rynkiem a ulicą Paderewskiego
- Targowica (Gywihtik) – dawny mały rynek, na którym handlowano bydłem; obecnie ulica Towarowa
- Koniec / Na Końcu (Ym End) – zachodnia część Wilamowic od ulicy 1 Maja do granicy ze Starą Wsią
- Koński Las (Köwułgrüw) – pola we wschodniej części miasta, niegdyś znajdował się tam las, gdzie chowano padłe konie
- Leżaje (Leżaja) – stawy na północno-wschodnich peryferiach i ich okolica
- Piekło / Na Piekle (Ufer Heł) – część dzielnicy Koniec znajdująca się bliżej granicy miasta, rejon skrzyżowania ulic Piłsudskiego, Leśnej i Bilczewskiego
- Pijawkowy Staw (Ȧgitȧjh) – staw w rejonie ulicy Bilczewskiego, jego okolica nazywana jest również Sikorka
- Podlas (Underum Puś) – ulica Sobieskiego między ulicą Pułaskiego a Browarkiem
- Pola Wilamowskie (Wymysiöejer Fȧld) – pola na zachodnich peryferiach przy granicy z Dankowicami i Starą Wsią
- Siarkowe Wzgórze (Śwawujhejwuł) – rejon ulicy Pułaskiego, Słonecznej i Biesika
- Skowronek (Skowriöenek) – przysiółek na granicy ze Starą Wsią w południowo-zachodniej części miasta
- Stara Droga (Ołder Wȧg) – ulica Pułaskiego
- Śródmieście (Mytułdiöf) – centrum miasta na północ od Rynku, głównie ulica Polna i Mickiewicza
- Trzynaście Chałup / Trzynaście Domów, Czternastu Złodziei (Dryca hyta, fjyca diw) – przy granicy z Zasolem Bielańskim, rejon ulicy Andersa
- Twośwȧg – ulica Piłsudskiego lub Bilczewskiego
- Walkowy Las (Wȧlek Puś) – lasek przy granicy ze Starą Wsią w rejonie południowych Pól Wilamowskich
- Wilamowski Las (Wymysiöejer Puś) – las przy granicy ze Starą Wsią i Pisarzowicami
- Staw / W Stawie (Ym Tȧjh) – rejon ulicy Stawowej
- Ufer Züg – rejon ulic Reymonta i Jana Pawła II

W bazie TERYT uwzględnione są następujące części miasta: Browarek, Granica Jawiszowska, Granica Pisarzowska, Leżaje, Piekło, Pod Bibowcem, Podlesie Wilamowskie, Staw, Trzynaście Chałup.

## Historia
Pierwsza pisemna wzmianka o Wilamowicach pochodzi z roku 1325, pojawia się w wykazie świętopietrza pobieranego na terenie diecezji krakowskiej. Są tam wymienione już jako wieś parafialna. Lokacja miejscowości nastąpiła prawdopodobnie już w drugiej połowie XIII wieku, przy czym nazewnictwo stosowane w źródłach średniowiecznych (Novovillamowicz) wskazuje, że najpierw założono Starą Wieś (Antiquo Willamowicz), a potem przeniesiono lokację na nowe miejsce, z zachowaniem jednak pierwotnej osady. Osią osadniczą była droga prowadząca ze Starej Wsi. Układ przestrzenny Wilamowic był nietypowy, bowiem była to łańcuchówka rozlokowana nie w dolinie rzeki, lecz w poprzek wzgórza.

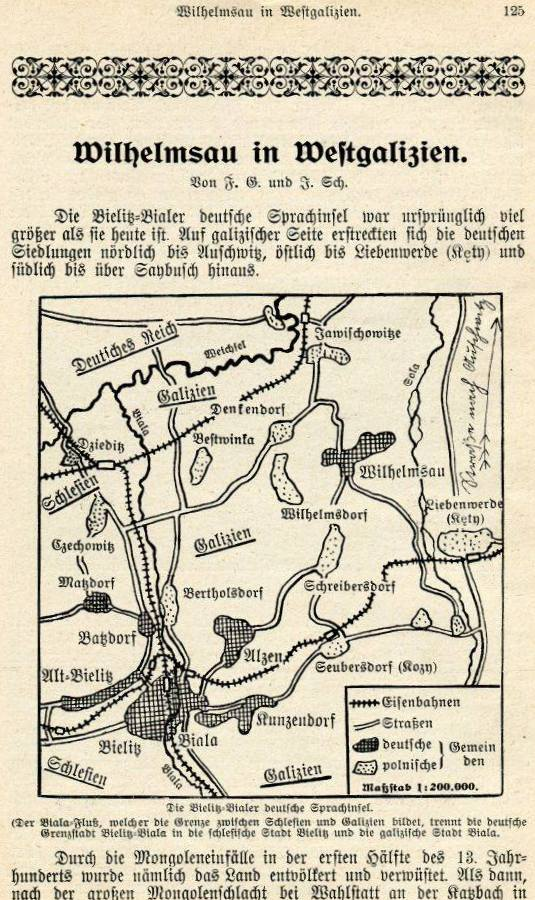
Grafika z początku XX wieku przedstawiająca Wilamowice jako część bielsko-bialskiej wyspy językowej

Wśród mieszkańców Wilamowic szeroko rozpowszechniona jest legenda przypisująca pierwszym osadnikom korzenie flamandzkie, holenderskie, fryzyjskie, anglosaskie, czy też szkockie, jednak w rzeczywistości pochodzili oni najprawdopodobniej z obszaru nad środkowym Renem i Menem. Początki wsi łączą się z kolonizacją na prawie niemieckim pod auspicjami księcia Mieszka cieszyńskiego i kształtującą się wtedy bielsko-bialską wyspą językową, która w swoim pierwotnym kształcie obejmowała kilkadziesiąt miejscowości na terenie księstwa cieszyńskiego i księstwa oświęcimskiego. W kolejnych stuleciach doszło jednak do stopniowej polonizacji szeregu z nich, w tym Starej Wsi czy Pisarzowic, co doprowadziło do ukształtowania się Wilamowic jako zupełnej enklawy, rozwijającej się niezależnie od wsi w ścisłym sąsiedztwie Bielska i Białej. Ściśle przestrzegana przez stulecia endogamia wpłynęła na ukształtowanie się odrębnej grupy etnicznej Wilamowian posługującej się własnym językiem wilamowskim (zbliżonym do niemieckich gwar Śląska).
Wilamowice wchodziły w skład księstwa oświęcimskiego, które powstało w 1315 w wyniku podziału księstwa cieszyńskiego. Początkowo było jednym z księstw lennych Korony Czeskiej, ale w 1457 zostało sprzedane polskiemu królowi Kazimierzowi Jagiellończykowi. W 1564 jego obszar inkorporowano w skład Królestwa Polskiego i odtąd należał on do powiatu śląskiego województwa krakowskiego (jako część prowincji małopolskiej). Wilamowice były wsią szlachecką. Z okresu średniowiecza znani są tylko niektórzy właściciele z imienia, na przestrzeni XV, XVI i XVII wieku wymienia się natomiast rodziny Wilamowskich, Szaszowskich-Gierałtowskich, Korycińskich i Kalinowskich.
Liczba ludności stopniowo rosła od około 390 mieszkańców w początkach istnienia miejscowości przez 884, jakie naliczono w spisie z 1662, po tysiąc dwieście w roku 1708. Ponieważ większość Wilamowian była nosicielami kilku powtarzających się nazwisk (do najpopularniejszych należały: Biba, Bies, Danek, Fox, Nik(i)el, Rosner), narodziła się tradycja nadawania dodatkowo charakterystycznych przydomków. Reformacja w Wilamowicach została zainicjowana około 1550 przez Jana z Gierałtowic Wilamowskiego (w innych źródłach jako: Jan Gierałtowski) i przyjęła oblicze kalwińskie. Nabożeństwa ewangelicko-reformowane odbywały się w miejscowym kościele do 1626, gdy kampanię rekatolizacyjną rozpoczął nowy właściciel wsi, Krzysztof Koryciński. Niemniej faktycznie aż do początków XVIII wieku wielu mieszkańców pozostawało protestantami, ostatnim był niejaki Matys Honkis.

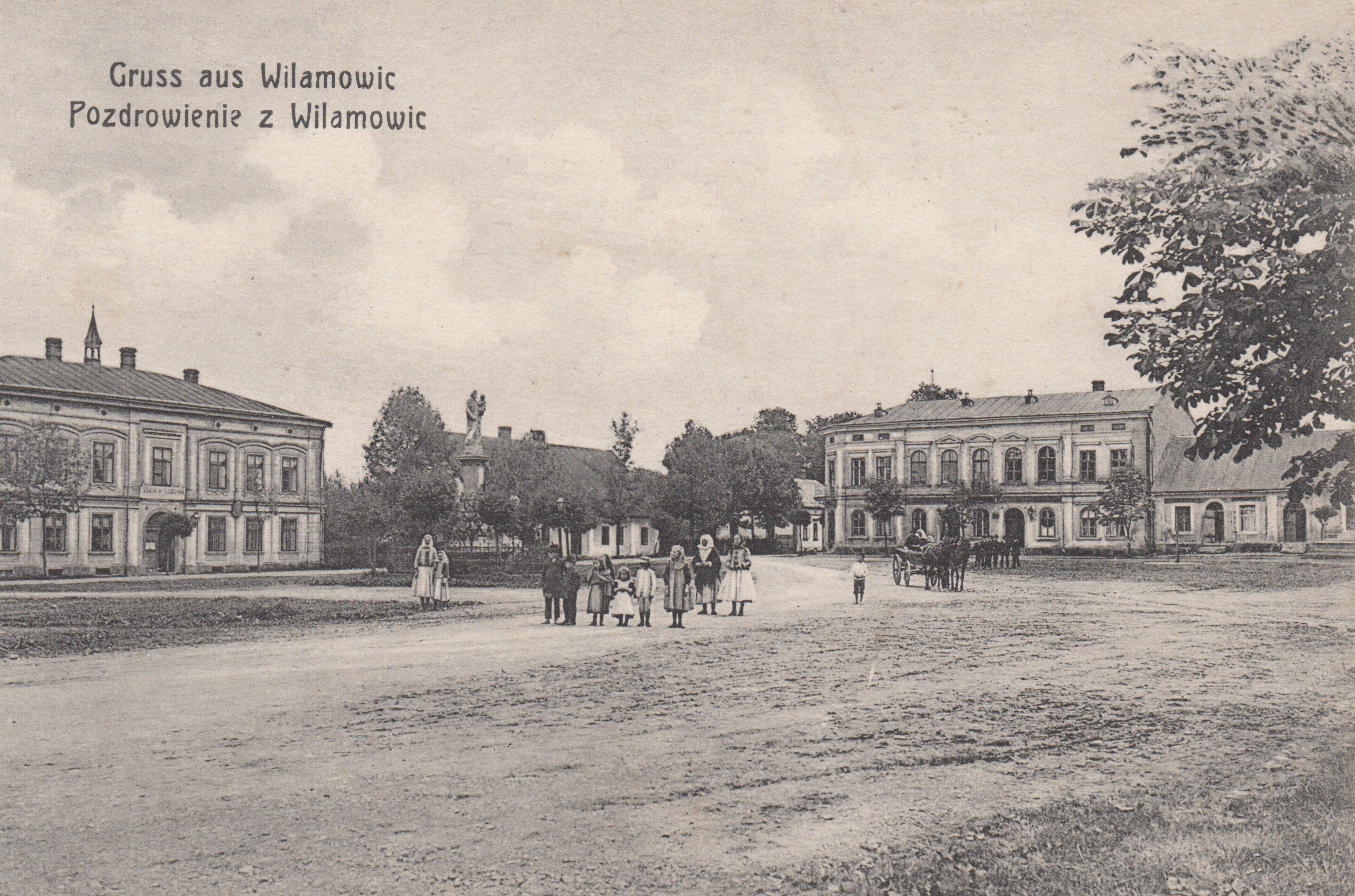
Rynek w Wilamowicach na pocztówce z początku XX wieku

W 1772, na skutek I rozbioru Polski, Wilamowice (wraz z południową częścią ziemi krakowskiej) zostały włączone w skład Monarchii Habsburgów i weszły w skład Galicji. Według tzw. metryki józefińskiej z lat 80. XVIII wieku we wsi zamieszkiwało 1863 katolików i 29 żydów. 3 kwietnia 1808 podpisana została między gromadą wilamowską a ówczesnymi właścicielami Wilamowic, Karolem Bonawenturą Psarskim i jego żoną Salomeą, umowa o wykupieniu się miejscowych chłopów od świadczeń dworskich i poddaństwa za cenę 30 tysięcy złotych reńskich. Następnie rozpoczęto starania o podniesienie miejscowości do rzędu miasteczek, które sfinalizowano 17 lutego 1818. Bezpośrednio potem przystąpiono do wytyczenia rynku, na potrzeby którego przekazali swoje grunty gospodarze Jan Danek, Balcer Figwer, Józef Fox, Józef Danek i Maciej Nowak. W przeciągu XIX wieku wzniesiono przy nim szereg gmachów publicznych, m.in. w 1869 ratusz we wschodniej pierzei.

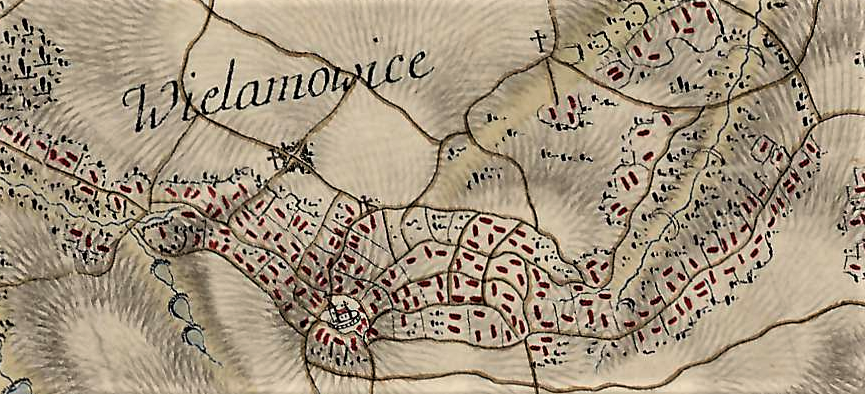
Wilamowice na austriackiej mapie z końca XVIII wieku

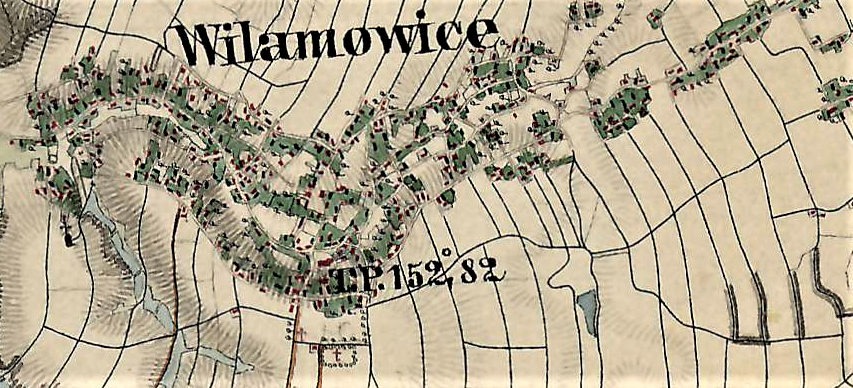
Wilamowice na austriackiej mapie z połowy XIX wieku

Zmiana statusu administracyjnego szła w parze z przemianami społeczno-ekonomicznymi. Głównym czynnikiem miastotwórczym był rozwijający się przemysł tkacki. W 1815 trudnił się nim co piąty mieszkaniec (336 osób). Charakterystycznym zajęciem Wilamowian stał się również wędrowny handel tkaninami produkowanymi w miasteczku. Wilamowscy kupcy docierali do wielu miast Europy, a w Wiedniu, Grazu czy Linzu posiadali swoje stałe składy. Liczba ludności sięgnęła 2040 osób w roku 1845, jednak po klęsce głodu oraz epidemiach tyfusu i cholery, jakie przetoczyły się przez Galicję w latach 1847–1848, spadła do około 1600. Administracyjnie Wilamowice były częścią cyrkułu wadowickiego, a po reformie administracyjnej przeprowadzonej w 1867 wraz z przekształceniem państwa w dualistyczne Austro-Węgry – powiatu bialskiego.

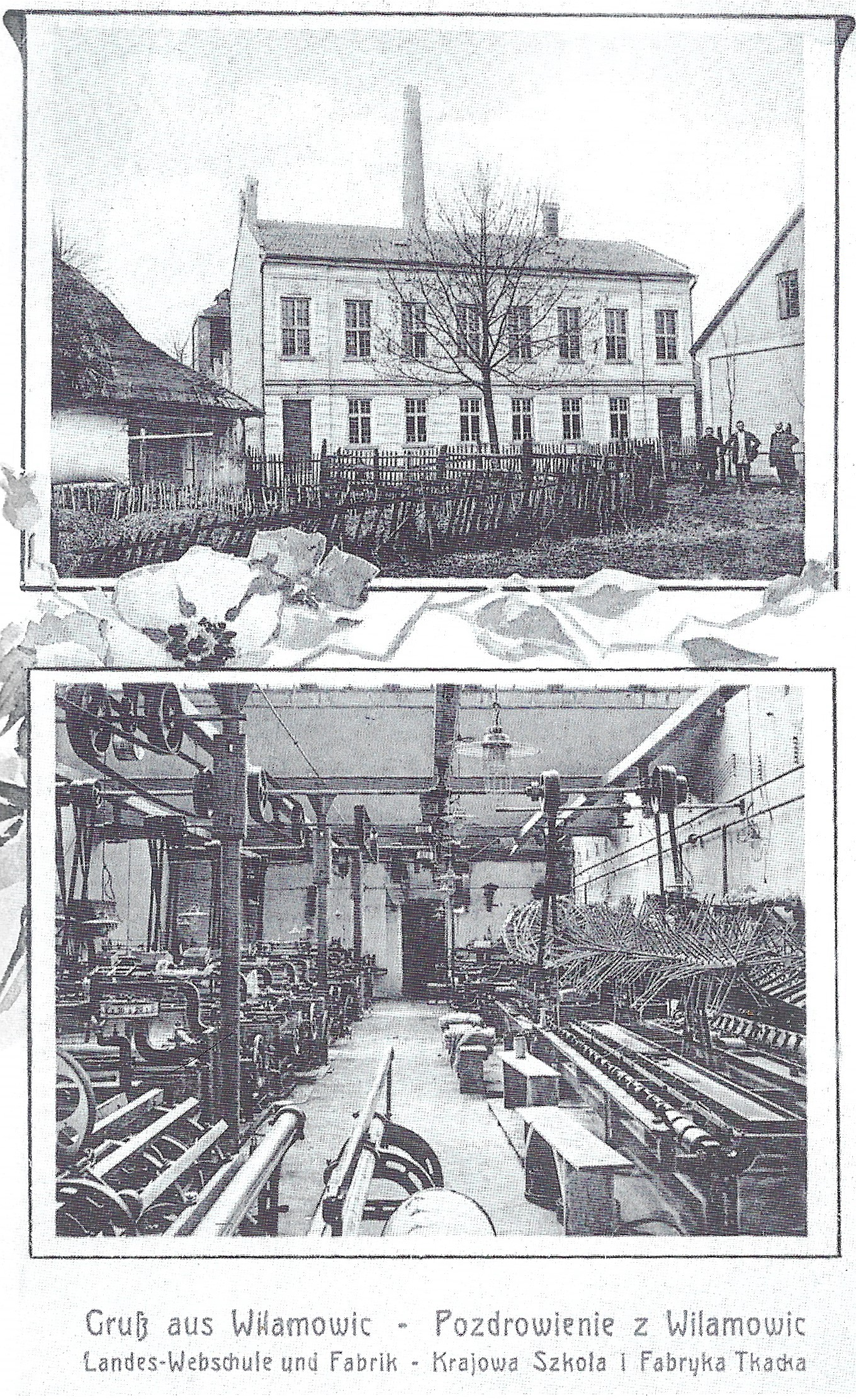
Krajowa Szkoła i Fabryka Tkacka w Wilamowicach na pocztówce z 1914

Według spisu ludności z 1880 miasteczko liczyło 1662 mieszkańców, spośród których 92% posługiwało się w kontaktach domowych językiem niemieckim, do której to kategorii zaliczano wówczas również wilamowski (na potrzeby urzędowe w monarchii austro-węgierskiej uznawano jedynie dziewięć „języków krajowych”). Według różnych źródeł lokalna mowa była używana przez administrację, w kościele oraz w szkole do około 1875, po czym zastąpił ją język polski i w mniejszym stopniu standardowy niemiecki. Według spisu ludności z 1900 w 317 budynkach w Wilamowicach na obszarze 1039 hektarów mieszkało 1719 osób (gęstość zaludnienia 165,4 os./km²), z czego 1677 (97,6%) było katolikami a 42 (2,4%) wyznawcami judaizmu, 1152 (67%) było niemieckojęzycznych a 567 (33%) polskojęzycznych. Rozwój nowoczesnego włókiennictwa negatywnie wpłynął na sytuację wilamowskich tkaczy, niemniej ich tradycje były kontynuowane. W 1900 w zawodzie pracowało 150 osób. Od 1887 istniała w Wilamowicach szkoła tkacka z własną tkalnią mechaniczną w rejonie dzisiejszej ulicy Paderewskiego, a rok później powstało Towarzystwo Tkackie, którego celem było dostarczanie surowców swoim członkom, edukacja w zakresie nowych technologii oraz pośredniczenie w sprzedaży wyrobów. Na początku XX wieku wzrosło zainteresowanie wilamowską enklawą: powstała monografia miasteczka autorstwa Józefa Latosińskiego (1909), publikacja Narzecze wilamowickie Ludwika Młynka (1907), czy też pierwsze prawdziwie naukowe opracowania dotyczące języka autorstwa Adama Kleczkowskiego (1920–1921). Był to też okres, w którym tworzył najwybitniejszy dotąd wilamowski poeta, Florian Biesik.

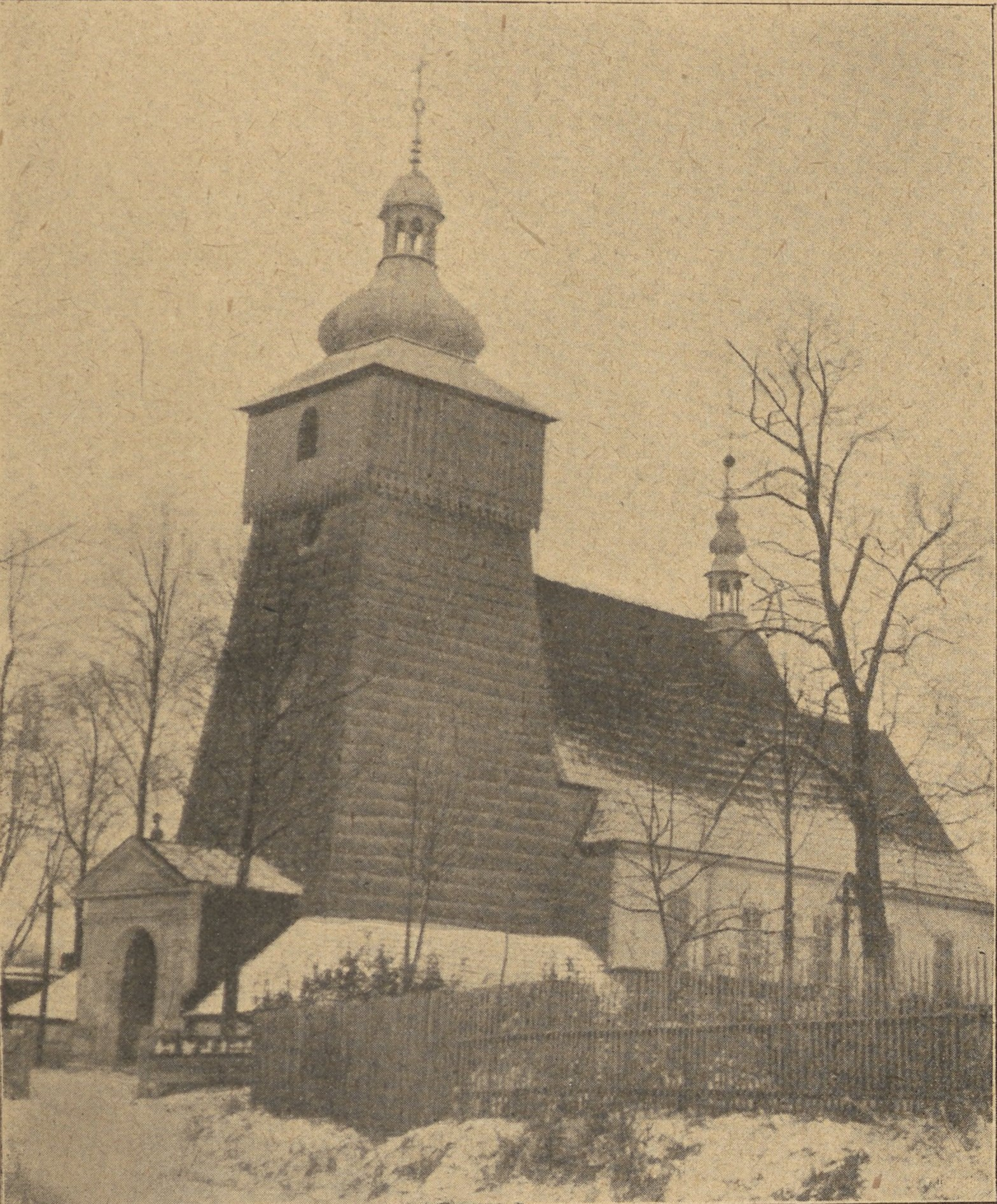
Stary drewniany kościół w Wilamowicach (1705–1957)

Po upadku Austro-Węgier w 1918, Wilamowice weszły w skład odrodzonej Polski. Należały do powiatu bialskiego w województwie krakowskim. W 1923 rozpoczęto budowę nowego kościoła parafialnego (obok starej drewnianej świątyni z początku XVIII wieku, która następnie spłonęła w 1957) trwającą ostatecznie ponad sześćdziesiąt lat. Wilamowska tkalnia została w 1920 zakupiona przez Kazimierza Krzyżanowskiego, który w kolejnych latach znacząco ją rozbudował jako Zakłady Przemysłu Lnianego „Wilamowice” zatrudniające trzysta osób. Powstała również filia w Kamienicy koło Bielska-Białej. W 1937 Krzyżanowski został burmistrzem Wilamowic. Drugim zakładem przemysłowym była cegielnia zbudowana w 1932 przy drodze do Dankowic. Na mocy reformy administracyjnej z 1934, która likwidowała odrębny status miasteczek, Wilamowice stały się pełnoprawnym miastem.
Po wybuchu II wojny światowej i rozpoczęciu okupacji niemieckiej, Wilamowice wraz z całym powiatem bialskim przyłączone zostały do rejencji katowickiej, a następnie odtworzonej niemieckiej prowincji Górny Śląsk. Władze nazistowskie próbowały zinstrumentalizować odrębność języka, strojów i tradycji Wilamowian do swoich celów propagandowych jako dowód niemieckości okupowanych terytoriów. Mimo że w przedwojennych spisach ludności w miasteczku nie deklarowano narodowości niemieckiej (w 1921 uczyniło tak dwadzieścia jeden osób, a w 1931 jedynie trzy), podczas wojny większość ludności została przypisana do jednej z kategorii Deutsche Volksliste. Według statystyk z 1945 spośród 1784 mieszkańców Wilamowic 1297 (72,7%) stanowili „folksdojcze”, a 487 (27,3%) „Polacy”.

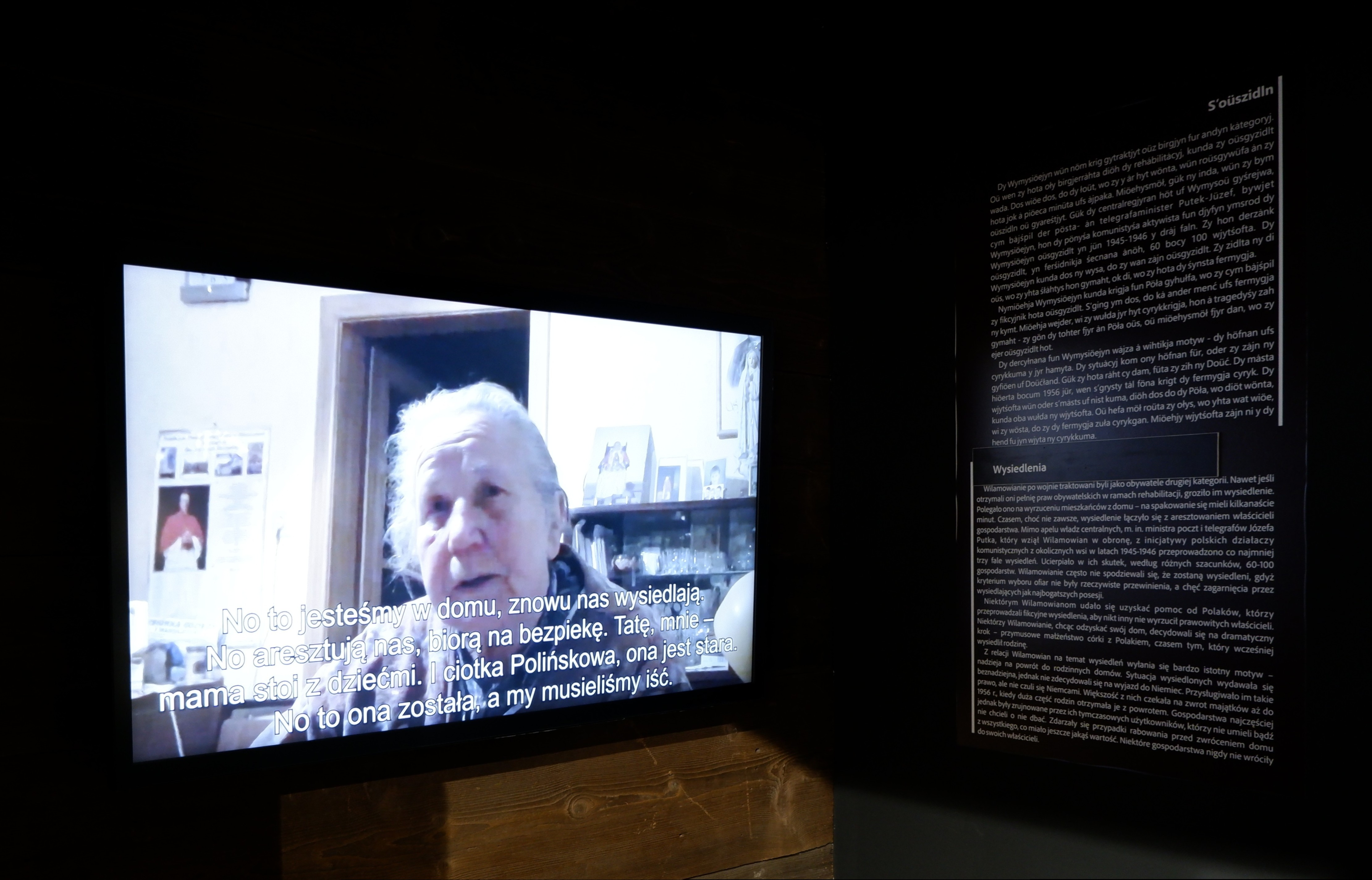
Helena Biba fum Płaćnik (1922–2025) opowiada o represjach w 1945 roku (fragment ekspozycji Muzeum Kultury Wilamowskiej)

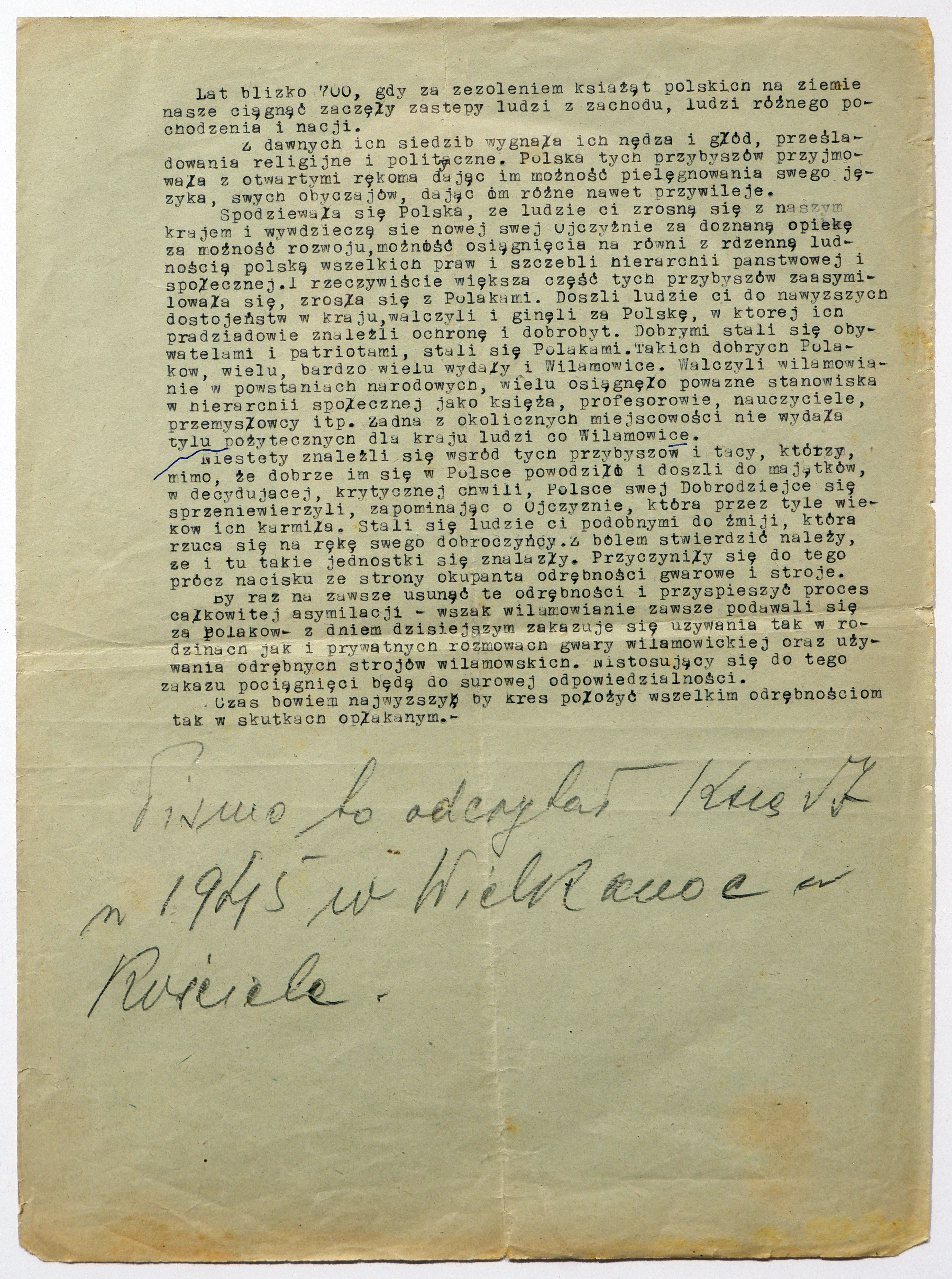
Tekst zakazu używania języka wilamowskiego i noszenia strojów wilamowskich, jaki miał zostać odczytany w kwietniu 1945 w miejscowym kościele

Po wojnie pod pretekstem oskarżeń o kolaborację („podpisanie folkslisty”) wiele rodzin zostało wyrzuconych ze swoich gospodarstw i domostw przez mieszkańców okolicznych, etnicznie polskich wsi za przyzwoleniem miejscowych władz, kilkadziesiąt osób zesłano na roboty przymusowe do ZSRR, inni trafili do obozów pracy na terenie Polski i więzień polskiej bezpieki, dochodziło do licznych aktów przemocy. Używanie języka wilamowskiego i noszenie tradycyjnych strojów zostało w 1945 zakazane. Często przytacza się w tym kontekście opowieść o odczytaniu w kościele na Wielkanoc roku 1945 następującego komunikatu: By raz na zawsze usunąć odrębności i przyśpieszyć proces całkowitej asymilacji – wszak wilamowianie zawsze podawali się za Polaków – z dniem dzisiejszym zakazuje się używania tak w rodzinach, jak i prywatnych rozmowach, gwary wilamowskiej oraz używania odrębnych strojów wilamowskich. Mimo że oba te zakazy przestały po kilku latach obowiązywać (najprawdopodobniej w 1950), doszło w okresie powojennym do zaniku przekazu międzypokoleniowego języka oraz stopniowej asymilacji Wilamowian z okoliczną ludnością polską. Intensywnie promowano w tym czasie mit o „flamandzkim” pochodzeniu społeczności. Szczególnie trudnym tematem był zwrot zagrabionych bezpośrednio po wojnie majątków rdzennych mieszkańców – procesy w tej sprawie ciągnęły się do początku lat 60.
W 1945 przywrócono przedwojenny podział administracyjny i Wilamowice znalazły się ponownie w granicach województwa krakowskiego. Po likwidacji powiatu bialskiego (w związku z połączeniem Bielska i Białej) w 1951 przeszły do nowo utworzonego powiatu oświęcimskiego. Znacjonalizowane zakłady lniarskie Krzyżanowskiego stały się filią Andrychowskich Zakładów Przemysłu Bawełnianego Andropol, a następnie Aleksandrowickich Zakładów Przemysłu Lniarskiego Allen w Bielsku-Białej. Fabryka została sprywatyzowana w 1998 i upadła w 2001. W okresie powojennym stopniowo rosła liczba ludności, na początku lat 70. sięgała dwóch i pół tysiąca, a w 2012 przekroczyła trzy tysiące. Wyraźny trend wzrostowy na początku XXI wieku związany jest z suburbanizacją niedalekiego Bielska-Białej. W latach 1975–1998 miasto należało do województwa bielskiego, następnie stało się częścią powiatu bielskiego w województwie śląskim.

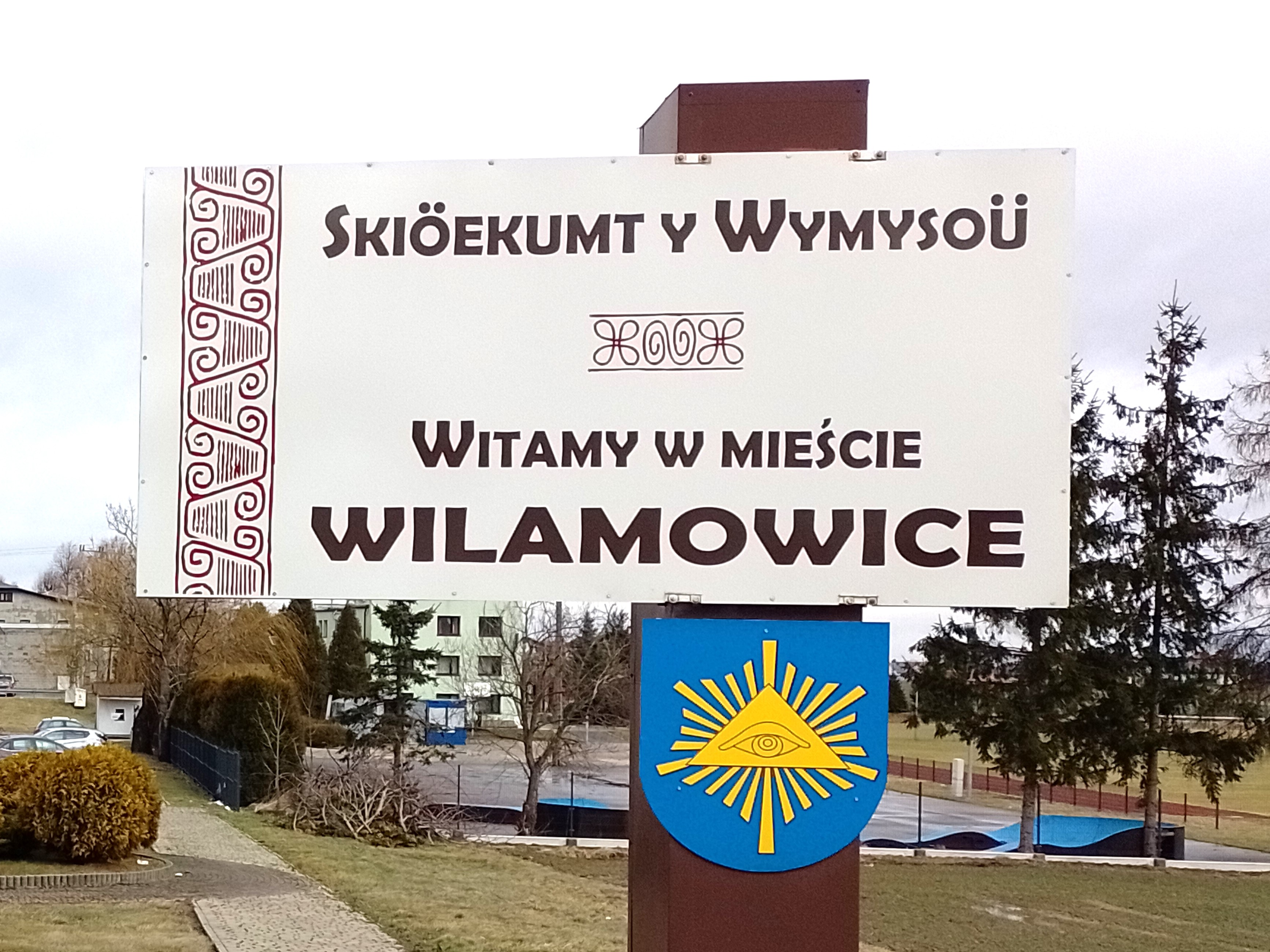
Dwujęzyczny wilamowsko-polski witacz przy wjeździe do miasteczka

Od lat 80. ponownie wzrosło zainteresowanie naukowe Wilamowicami jako enklawą etniczną i jej wymierającym teraz językiem. W pierwszej dekadzie XXI wieku podjęte zostały również aktywne działania na rzecz rewitalizacji języka wilamowskiego oraz promocji miejscowej kultury. Szczególną rolę odgrywa w nich Tymoteusz Król (* 1993, publicznie używa również wilamowskiego imienia i przydomka: Tiöma fum Dökter), który nauczył się wilamowskiego w dzieciństwie od swojej sąsiadki–opiekunki i już we wczesnym wieku poświęcił się nagrywaniu rodzimych użytkowników oraz popularyzacji wiedzy o języku, tradycjach i strojach, a dziś kontynuuje tę działalność jako profesjonalny etnolog i czołowy lokalny aktywista. Od 2013 rewitalizację języka i kultury wilamowskiej wspiera poprzez projekty grantowe Wydział „Artes Liberales” Uniwersytetu Warszawskiego, na miejscu z kolei najważniejszą organizacją zaangażowaną w te działania jest istniejące od 2000 Stowarzyszenie Na Rzecz Zachowania Dziedzictwa Kulturowego Miasta Wilamowice „Wilamowianie”. W 2024 w nowowybudowanym obiekcie przy ulicy Więźniów Oświęcimia otwarto Muzeum Kultury Wilamowskiej (Müzeum fu Wymysiöejer Kultür). Pierwszym dyrektorem Muzeum została Justyna Majerska-Sznajder, wieloletnia prezes Stowarzyszenia „Wilamowianie”.

## Demografia
31 grudnia 2021 liczba ludności Wilamowic wyniosła 3151 osób, w tym 1583 (50,2%) mężczyzn i 1568 (49,8%) kobiet. Oznacza to, że na 100 mężczyzn przypadało 99 kobiet. 59,5% mieszkańców Bielska-Białej była w wieku produkcyjnym, 21,1% w wieku przedprodukcyjnym, a 19,4% mieszkańców w wieku poprodukcyjnym. Populacja miasta stanowiła 17,65% populacji gminy Wilamowice oraz 1,89% populacji powiatu bielskiego. Gęstość zaludnienia wynosiła 304,2 osób na km².
Przyrost naturalny według danych za rok 2020 był lekko dodatni, wynosił +2 (+0,64 w przeliczeniu na tysiąc mieszkańców). W mieście urodziło się 48 dzieci i zarejestrowano 46 zgonów. Współczynnik dzietności na poziomie 1,48 był o nieco wyższy niż w skali województwa i całej Polski. Saldo migracji wewnętrznych wyniosło w 2020 +15, natomiast zagranicznych –1. Zawartych zostało 7 małżeństw. 27,5% mieszkańców była stanu wolnego, 60,1% żyła w małżeństwie, 3,5% było po rozwodzie, a 8,7% to wdowy i wdowcy.

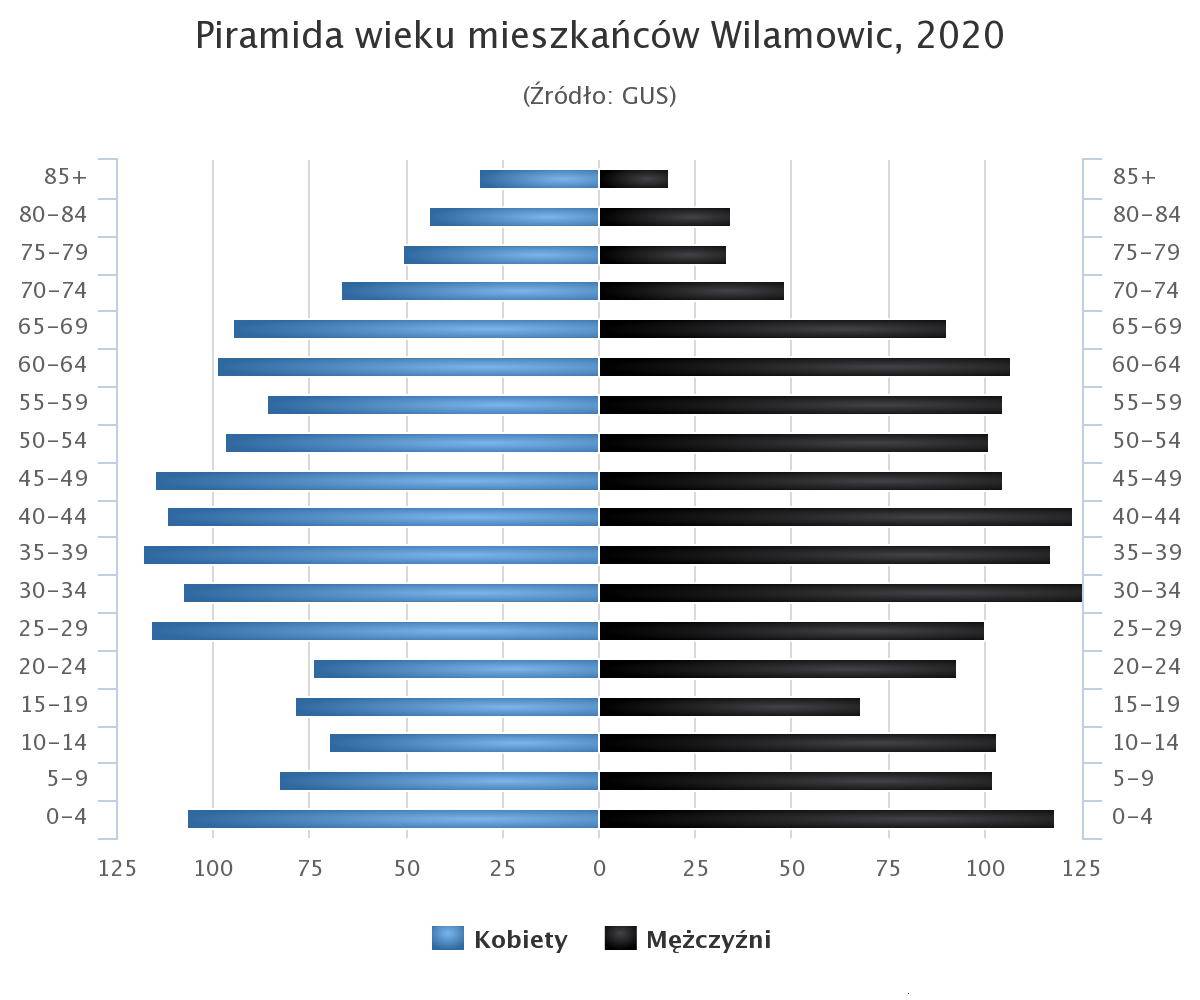

Zmiany liczby ludności Wilamowic na przestrzeni lat:

## Zabytki
- Kościół Przenajświętszej Trójcy – rzymskokatolicki kościół parafialny z 72-metrową wieżą, budowany w stylu neogotyckim etapami w latach 1923–1984[64]
- zabudowa Rynku:
  - Ratusz (nr 1) – wzniesiony w 1869, przebudowany w okresie powojennym[64]
  - dom nr 3 – murowany dom parterowy wzniesiony w 1864[65]
  - restauracja Rogowa (nr 4) – dawna gospoda z drugiej połowy XIX wieku[64]
  - Ochronka św. Anny (nr 8) – przedszkole ufundowane przez arcybiskupa Józefa Bilczewskiego w 1908, do 2011 prowadzona przez Zgromadzenie Sióstr Służebniczek, w 2016 budynek adaptowano z przeznaczeniem na Dzienny Dom Pobytu Senior+[64]
  - kamienica Józefa Nikla (nr 9) – neobarokowa z przełomu XIX i XX wieku, wzniesiona jako dom własny miejscowego architekta[64]
  - Pałoszówka (nr 11) – kamienica z 1870, rozbudowana w 1904[64]
  - kamienica nr 13 – budynek o cechach neorenesansowych z drugiej połowy XX wieku[65]
  - Zespół Szkół im. abp. Józefa Bilczewskiego (nr 14) – budynek z 1912, rozbudowany w okresie powojennym[64]
  - Dom U Lojzków (nr 15) – drewniany dom z mansardowym dachem zbudowany w 1832[64], wpisany do rejestru zabytków 14 stycznia 2021 (nr rej.: A/748/2021)[66]
- Zakłady Przemysłu Lnianego „Wilamowice” – zachowane w rejonie ulicy Paderewskiego i Konopnickiej zabudowania dawnej fabryki włókienniczej, najstarsze z 1911[64]
- liczne domy drewniane i murowane z XIX i początku XX wieku, m.in.:
  - Pułaskiego 5 – chałupa drewniana o konstrukcji zrębowej z 1827[65]
  - Więźniów Oświęcimia 2 – dom murowany z 1830[65] (wpisany do rejestru zabytków 14 stycznia 2021[67])
  - Paderewskiego 14 – dom murowany z 1858[65]
  - Mickiewicza 3 – willa z 1924[65]
- liczne drobne zabytki sakralne, m.in.:
  - kamienny krzyż z figurą Chrystusa przy skrzyżowaniu dróg do Bielska-Białej, Kęt i Starej Wsi – postawiony w 1839, odnowiony w 1863[68]
  - kamienny krzyż na rogu ulic Andersa i Harcerska z 1865[68]
  - figura św. Józefa przy kościele Przenajświętszej Trójcy – ufundowana w 1890, pierwotnie znajdowała się na Rynku, przeniesiona w 1942[68][64]
  - pomnik arcybiskupa Józefa Bilczewskiego na Rynku odsłonięty w 2016[69]
- cmentarz parafialny z XIX-wiecznymi nagrobkami i kamiennym krzyżem ufundowanym przez gminę w 1856[68]

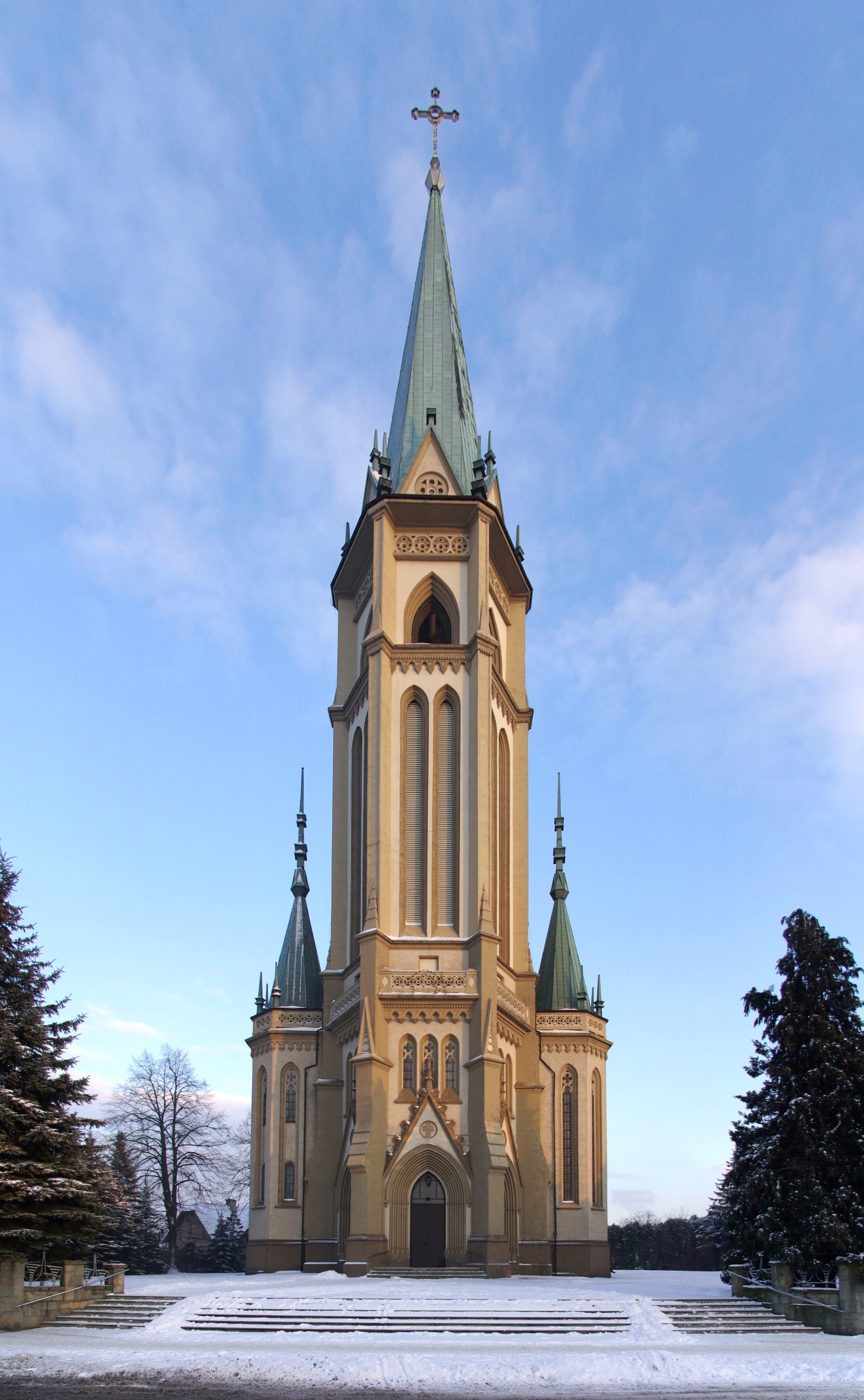
Kościół Przenajświętszej Trójcy
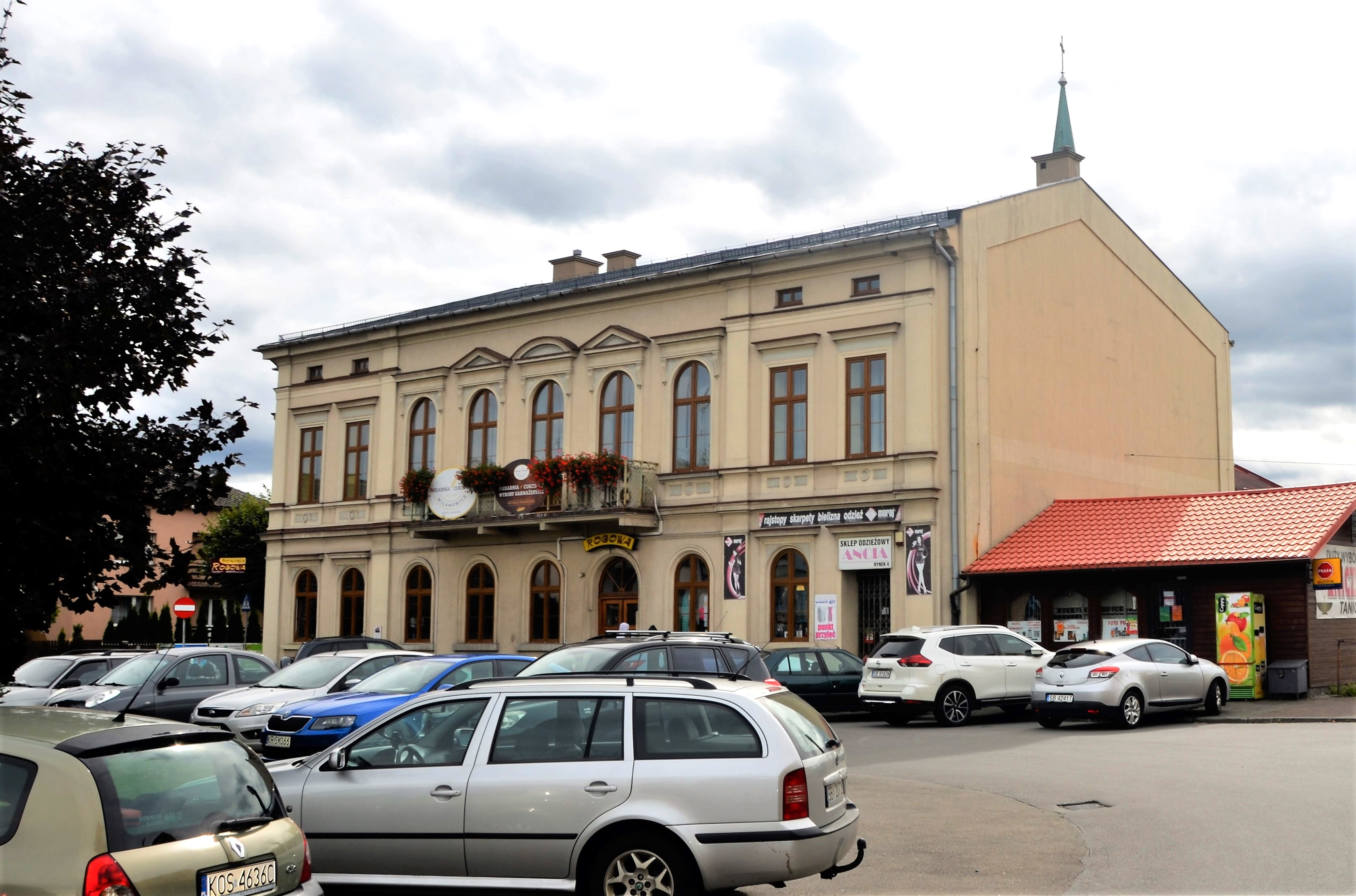
Restauracja Rogowa
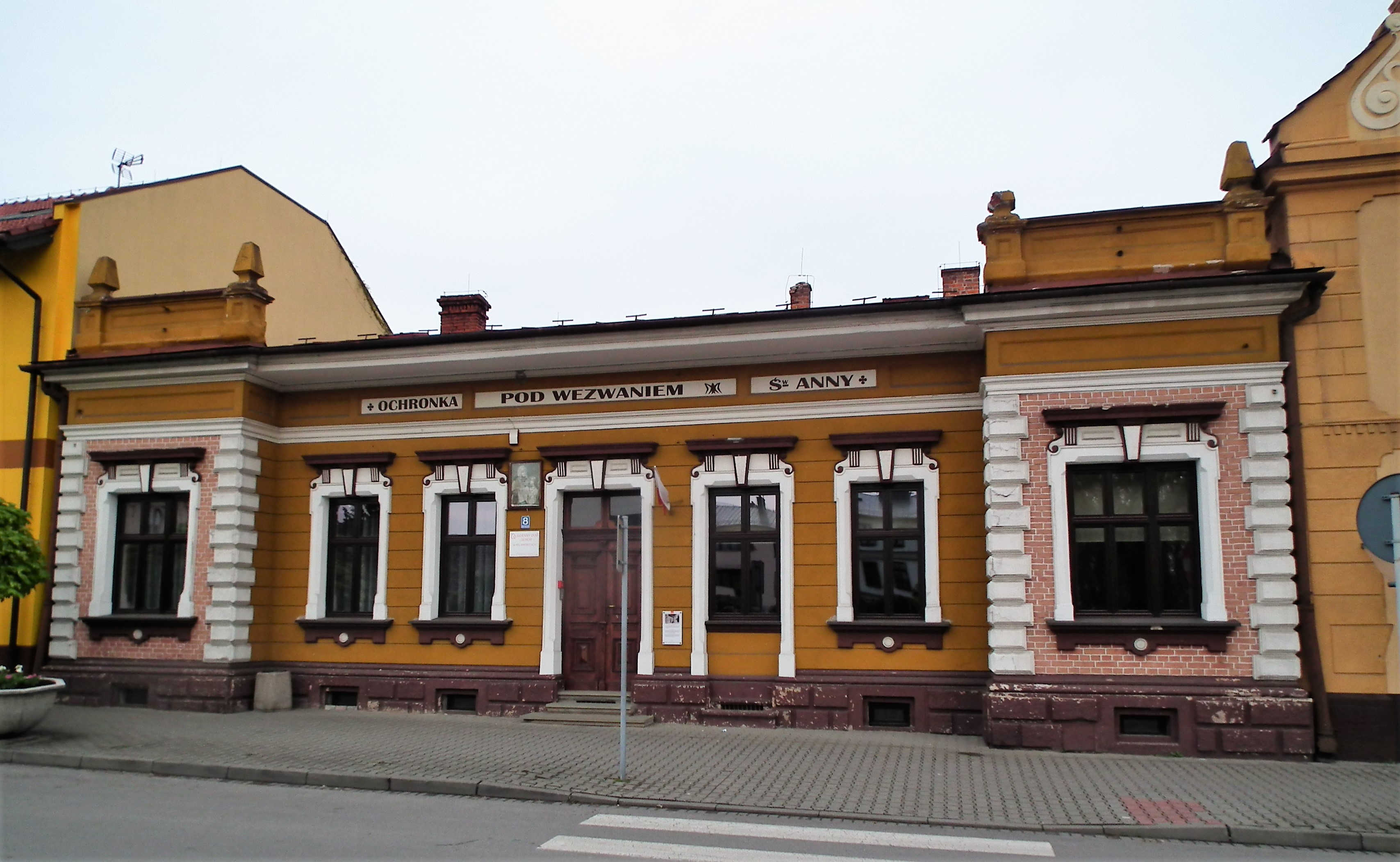
Ochronka św. Anny
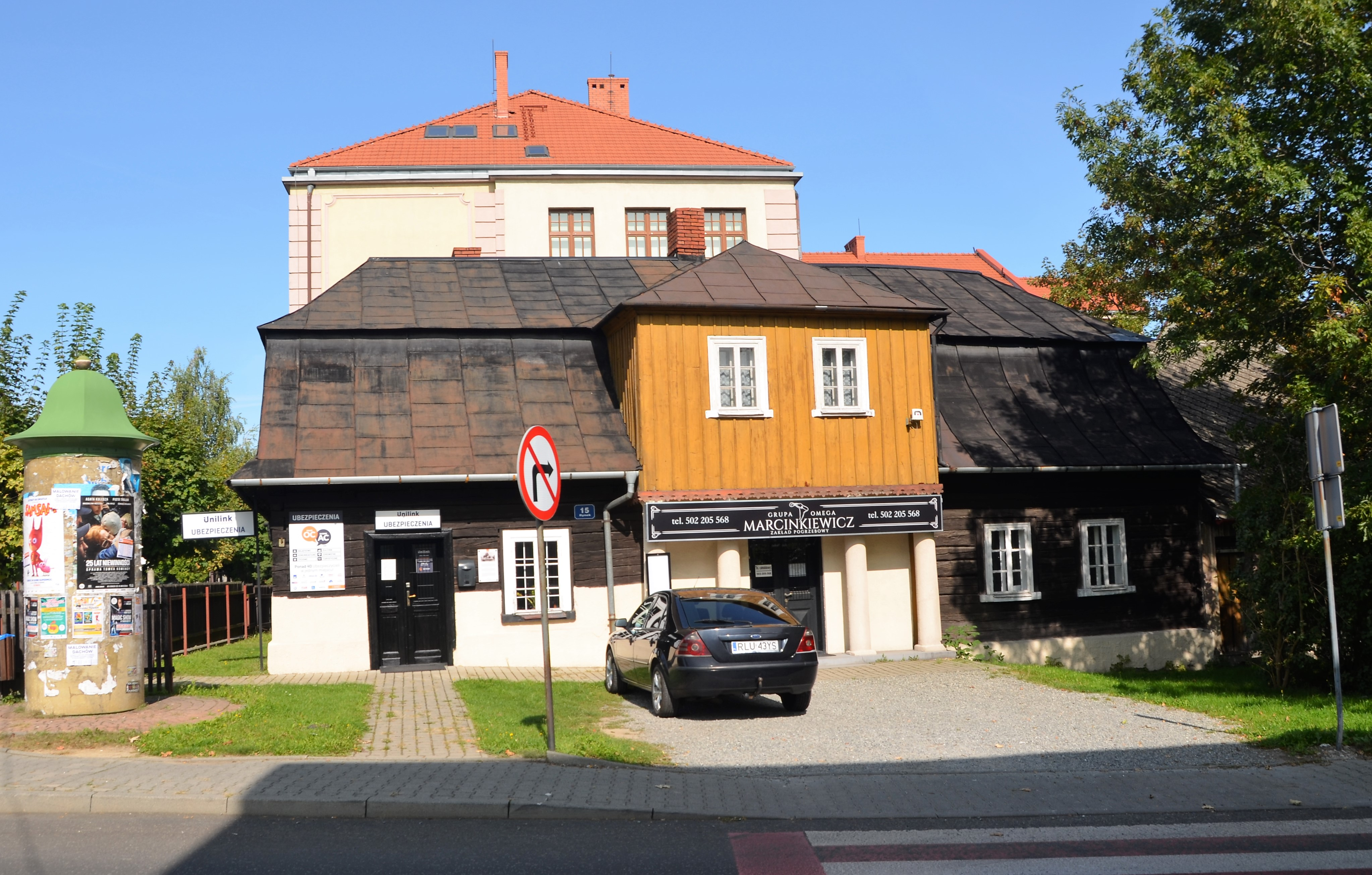
Dom u Lojzków
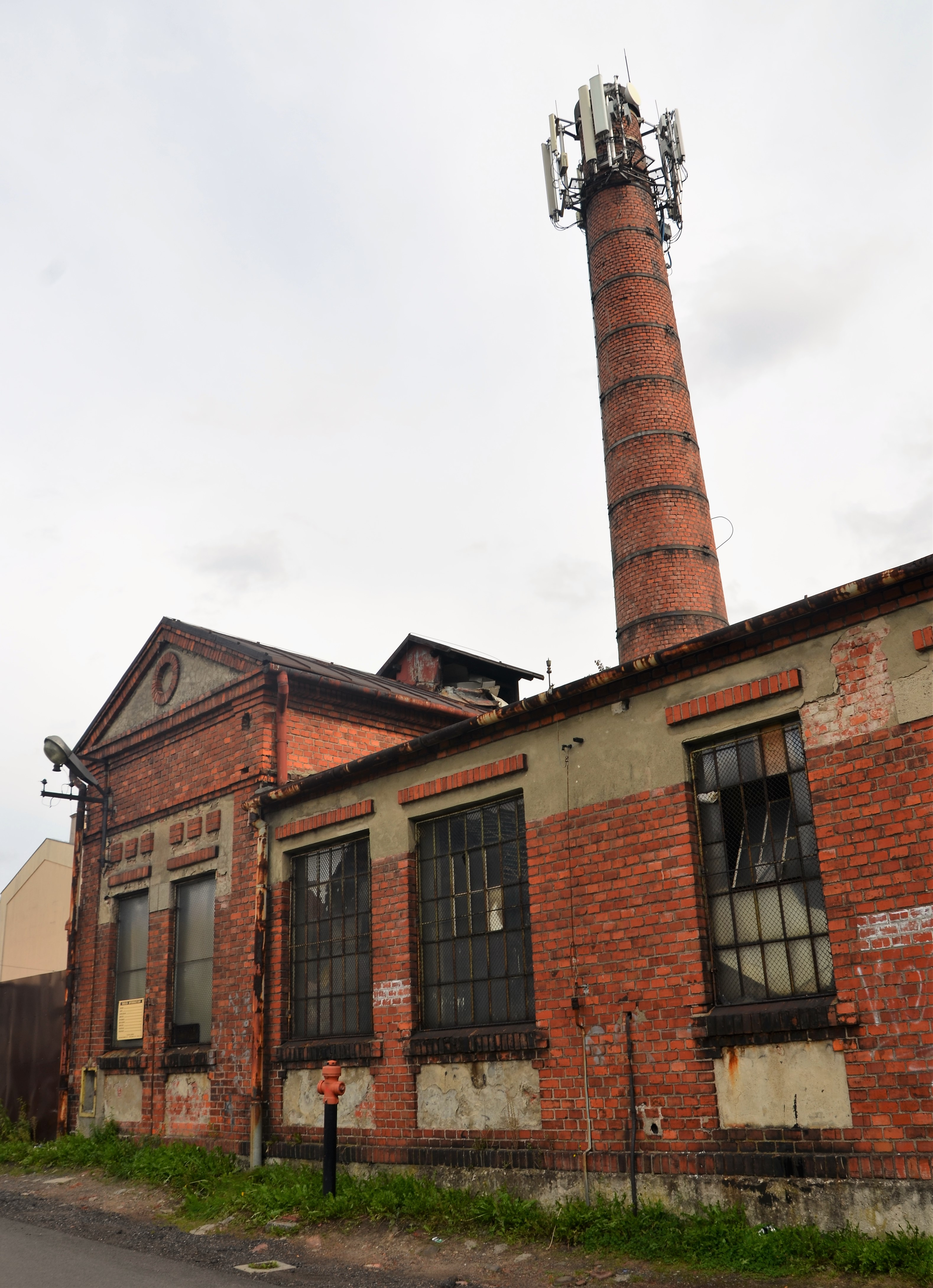
Zakłady Przemysłu Lnianego „Wilamowice”
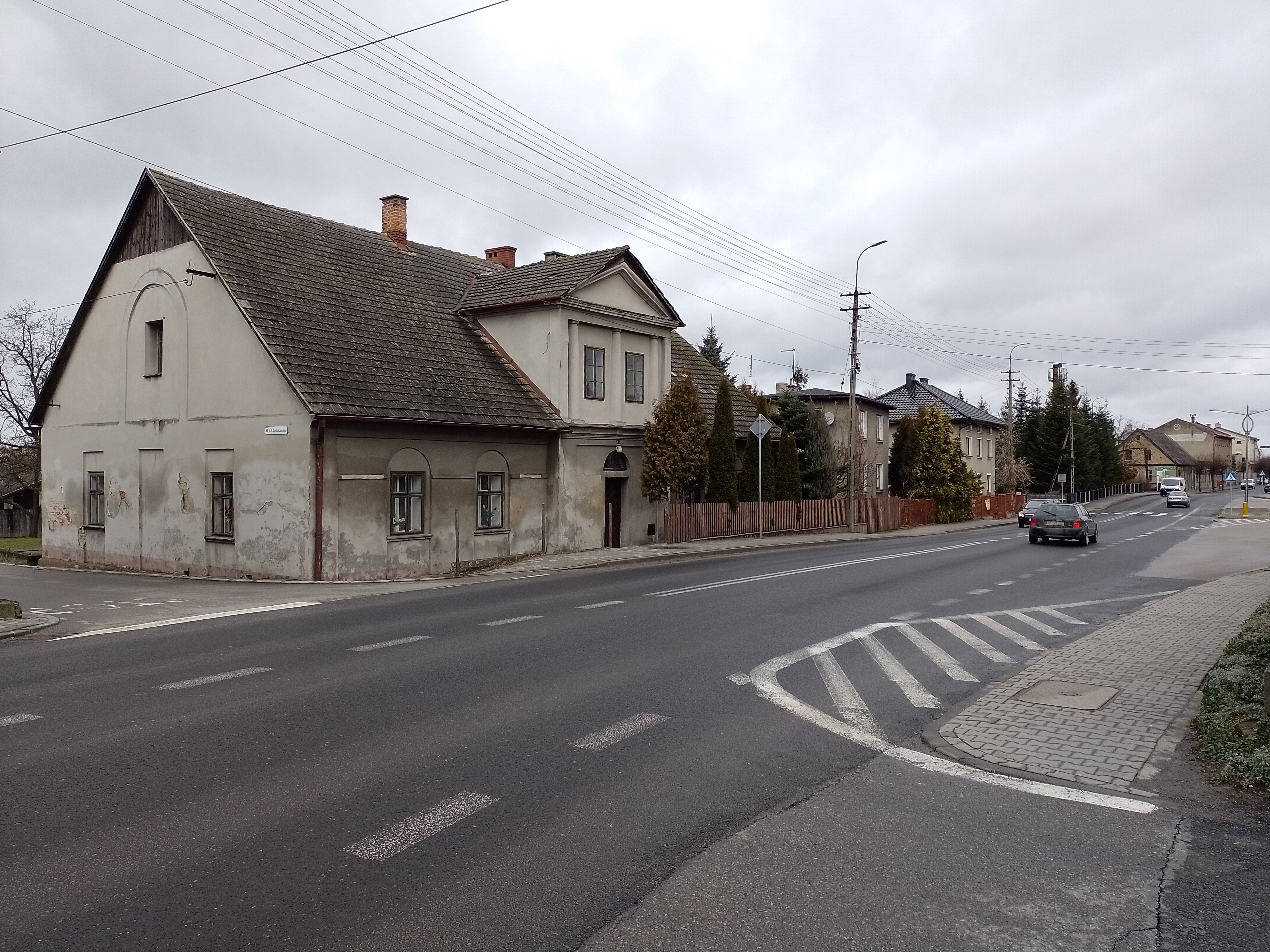
Ulica Paderewskiego i dom nr 14
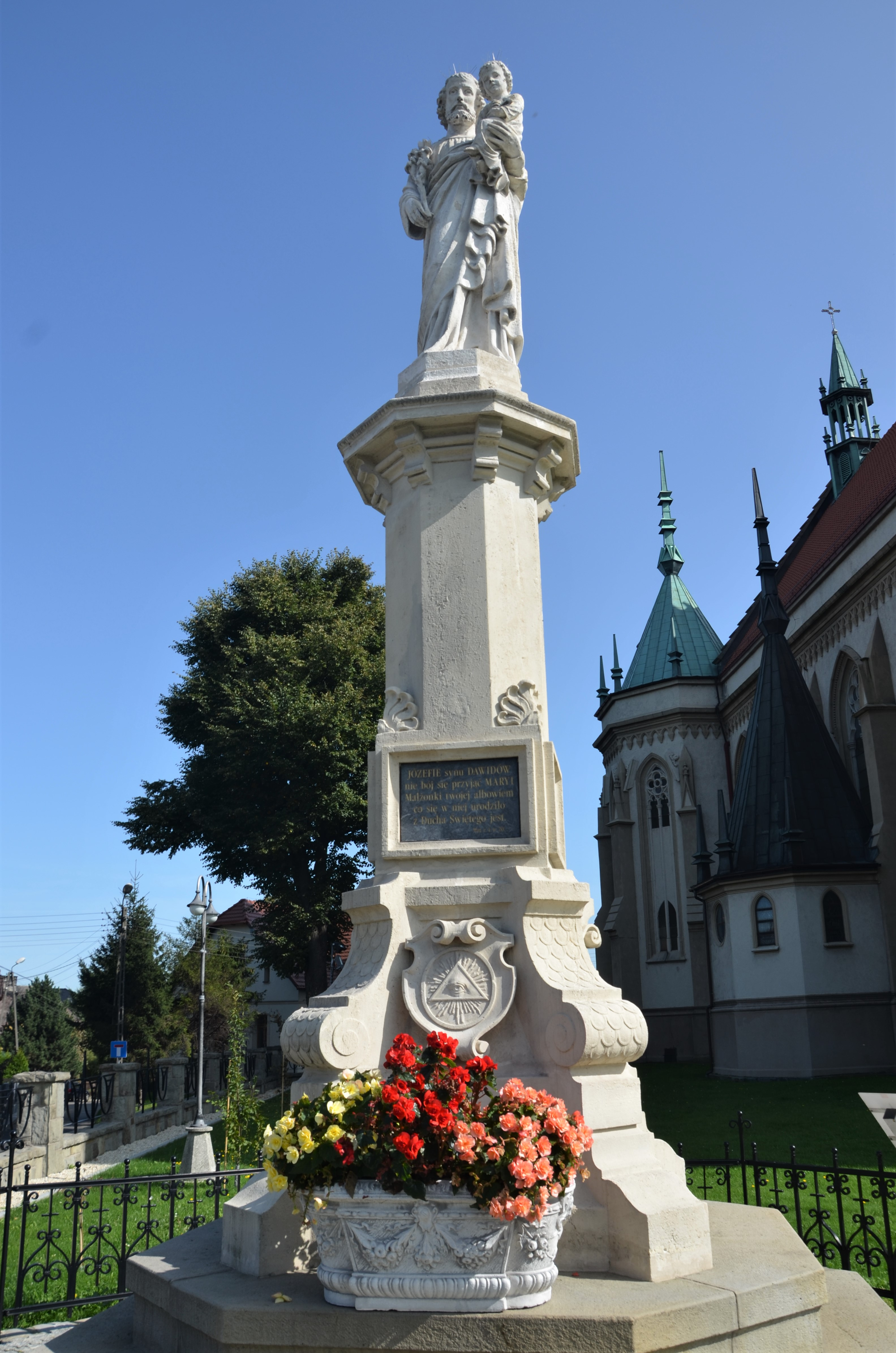
Figura św. Józefa

## Transport
Wilamowice leżą na uboczu głównych tras komunikacyjnych. Przez miasto przechodzą drogi powiatowe:
- 4485S Bielsko-Biała – Pisarzowice – Wilamowice – Jawiszowice (ulica Paderewskiego i Więźniów Oświęcimskich przez Rynek)
- 4488S Stara Wieś – Wilamowice – Hecznarowice – Kęty (ulica Starowiejska)
- 4490S Zasole Bielańskie – Wilamowice (ulica Jana III Sobieskiego)

Połączenia z sąsiednimi wsiami, a także z Bielskiem-Białą i Kętami zapewnia Komunikacja Beskidzka. Przez miasto kursują ponadto minibusy prywatnego przewoźnika Konkret Bus obsługujące trasę Bielsko-Biała – Oświęcim oraz Bielsko-Biała – Bielany. Główny przystanek autobusowy znajduje się przy ulicy Paderewskiego przy kościele parafialnym (Wilamowice Kościół). Ponadto w kierunku Bielska-Białej, przy skrzyżowaniu dróg 4485S i 4488S, umiejscowiony jest przystanek Wilamowice Skrzyżowanie; w kierunku Bielan, przy ulicy Jana III Sobieskiego, przystanek Wilamowice Szkorla; a w kierunku Oświęcimia, przy ulicy Więźniów Oświęcimskich, przystanki Wilamowice Kółko oraz Wilamowice Las.
Najbliższe dla Wilamowic przystanki kolejowe to Dankowice oraz Kęty Podlesie, oba znajdują się w odległości około 6 kilometrów.

## Miasta partnerskie
- Dolní Benešov
- Horná Súča
- Kisújszállás
- Rajecké Teplice
- Trenczyńskie Cieplice